# Liste der Biografien/Dow
Liste der Biografien |
Portal Biografien |
Personensuche
# |
A |
B |
C |
D |
E |
F |
G |
H |
I |
J |
K |
L |
M |
N |
O |
P |
Q |
R |
S |
T |
U |
V |
W |
X |
Y |
Z |
?
 
Da |
Db |
Dc |
Dd |
De |
Dg |
Dh |
Di |
Dj |
Dk |
Dl |
Dm |
Dn |
Do |
Dq |
Dr |
Ds |
Du |
Dv |
Dw |
Dy |
Dz
 
Doa |
Dob |
Doc |
Dod |
Doe |
Dof |
Dog |
Doh |
Doi |
Doj |
Dok |
Dol |
Dom |
Don |
Doo |
Dop |
Doq |
Dor |
Dos |
Dot |
Dou |
Dov |
Dow |
Dox |
Doy |
Doz
Die Liste der Biografien führt alle Personen auf, die in der deutschsprachigen Wikipedia einen Artikel haben. Dieses ist eine Teilliste mit 266 Einträgen von Personen, deren Namen mit den Buchstaben „Dow“ beginnt.

## Dow
- Dow Bär von Mesritsch, Rabbiner und Führer der chassidischen Bewegung
- Dow, Abigail (* 1997), englische Rugby-Union-Spielerin
- Dow, Alden B. (1904–1983), US-amerikanischer Architekt
- Dow, Arthur Wesley (1857–1922), amerikanischer Landschaftsmaler und Kunsttheoretiker
- Dow, Bill, kanadischer Schauspieler und Synchronsprecher
- Dow, Charles (1851–1902), US-amerikanischer Journalist, Wirtschaftswissenschaftler und Herausgeber des Wall Street JournalCharles Dow (1851–1902)

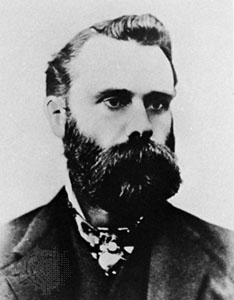
Charles Dow (1851–1902)

- Dow, George Washington (1847–1919), US-amerikanischer Segelschiffskapitän
- Dow, Graham (* 1942), britischer anglikanischer Bischof
- Dow, Herbert Henry (1866–1930), US-amerikanischer Chemiker und Industrieller
- Dow, Hiram M. (1885–1969), US-amerikanischer Politiker
- Dow, John G. (1905–2003), US-amerikanischer Politiker
- Dow, Peggy (* 1928), US-amerikanische Schauspielerin
- Dow, Ryan (* 1991), schottischer Fußballspieler
- Dow, Sheila (* 1949), britische Hochschullehrerin, Professorin für Ökonomie an der University of Stirling
- Dow, Sterling (1903–1995), US-amerikanischer klassischer Archäologe
- Dow, Thomas Millie (1848–1919), schottischer Maler des Spätimpressionismus
- Dow, Tony (1945–2022), US-amerikanischer Filmregisseur, Schauspieler, Filmproduzent und Drehbuchautor
- Dow, Unity (* 1959), botswanische Politikerin (Botswana Democratic Party), Richterin, Schriftstellerin und Menschenrechtsaktivistin

### Dowa
- Dowabobo, Sled (* 1983), nauruischer Judoka
- Dowaliby, Suzanne (* 1965), US-amerikanische Sängerin
- Dowator, Lew Michailowitsch (1903–1941), sowjetischer Generalmajor
- Dowayan, Manal (* 1973), saudi-arabische Künstlerin

### Dowb
- Dowbnja, Alexander Jewgenjewitsch (* 1996), russischer Fußballspieler
- Dowbnja, Alexander Wjatscheslawowitsch (* 1987), russischer Fußballspieler
- Dowbor-Muśnicki, Józef (1867–1937), polnischer General
- Dowbusch, Oleksa (1700–1745), ukrainischer Anführer der antifeudalen Bauernaufstandsbewegung
- Dowbusch-Lubotsky, Olga, russische Cellistin
- Dowbyk, Artem (* 1997), ukrainischer Fußballspieler

### Dowd
- Dowd, Ann (* 1956), US-amerikanische SchauspielerinAnn Dowd (* 1956)

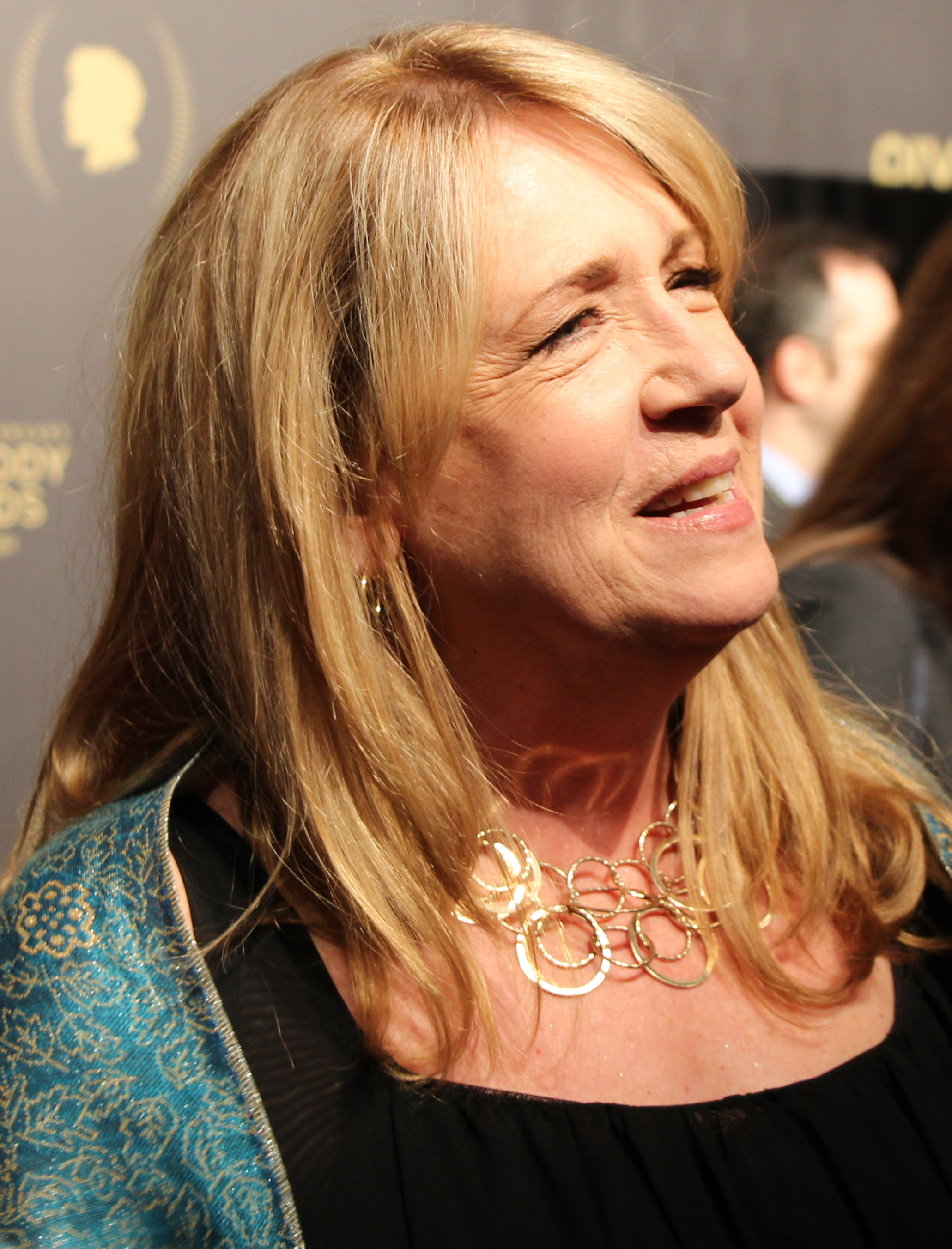
Ann Dowd (* 1956)

- Dowd, Clement (1832–1898), US-amerikanischer Politiker
- Dowd, Harry (1938–2015), englischer Fußballspieler
- Dowd, Janis (1958–2021), US-amerikanische Schwimmerin
- Dowd, Jim (* 1968), US-amerikanischer Eishockeyspieler
- Dowd, Johnny (* 1948), US-amerikanischer Alternative-Country-Musiker
- Dowd, Larry (1940–2006), US-amerikanischer Rockabilly-Musiker
- Dowd, Lindsay (* 1991), US-amerikanische Volleyballspielerin
- Dowd, Nancy (* 1945), US-amerikanische Drehbuchautorin
- Dowd, Nic (* 1990), US-amerikanischer Eishockeyspieler
- Dowd, Phil (* 1963), englischer Fußballschiedsrichter
- Dowd, Robert (* 1988), britischer Eishockeyspieler
- Dowd, Ross (1907–1965), US-amerikanischer Szenenbildner
- Dowd, Siobhan (1960–2007), irisch-britische Schriftstellerin
- Dowd, Thomas (* 1970), kanadischer Geistlicher, römisch-katholischer Bischof von Sault Sainte Marie
- Dowd, Tom (1925–2002), US-amerikanischer Tonmeister und Musikproduzent
- Dowdell, James Ferguson (1818–1871), US-amerikanischer Rechtsanwalt und Politiker
- Dowden, Arthur Ernest (1894–1979), britischer Diplomat
- Dowden, Edward (1843–1913), irischer Literaturhistoriker und Dichter
- Dowden, Oliver (* 1978), britischer Politiker
- Dowdeswell, Colin (* 1955), britischer Tennisspieler
- Dowdeswell, Elizabeth (* 1944), kanadische Beamtin und UN-Diplomatin, Vizegouverneurin von Ontario
- Dowdeswell, William (1721–1775), britischer Politiker
- Dowdie, Peta-Gaye (* 1977), jamaikanische Leichtathletin
- Dowding, Charles, englischer Geograph, Gärtner und Buchautor
- Dowding, Gina (* 1962), britische Politikerin (GPEW), MdEP
- Dowding, Hugh, 1. Baron Dowding (1882–1970), britischer Offizier der Royal Air ForceHugh Dowding, 1. Baron Dowding (1882–1970)

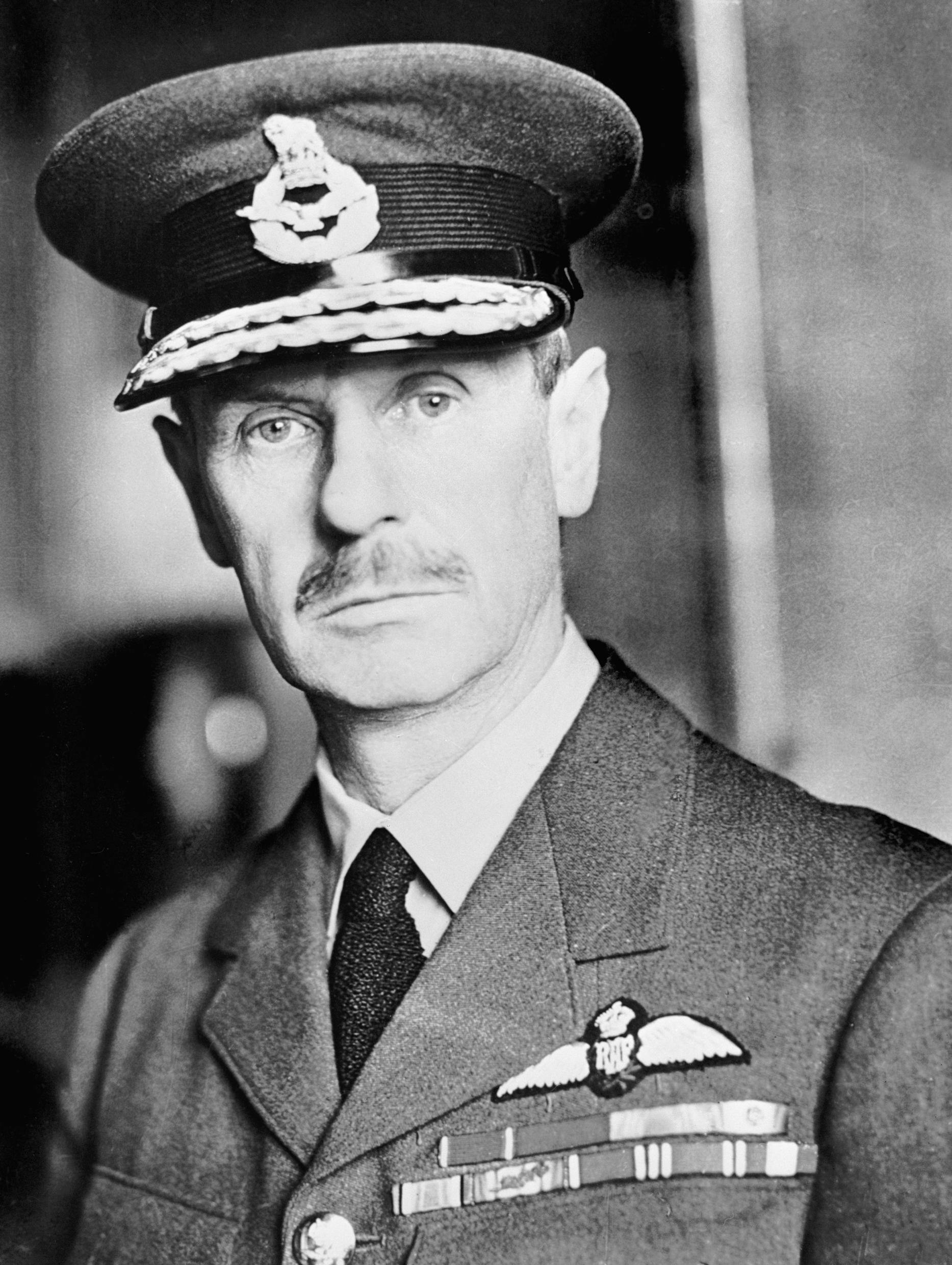
Hugh Dowding, 1. Baron Dowding (1882–1970)

- Dowding, Leilani (* 1980), britisches Model und Schauspielerin
- Dowdle, John Erick (* 1973), US-amerikanischer Drehbuchautor und Regisseur
- Dowdney, Abraham (1841–1886), irisch-amerikanischer Politiker
- Dowds, Connor (* 1993), südafrikanischer Schauspieler
- Dowds, Linda, kanadisch-britische Visagistin
- Dowds, Robert (* 1953), irischer Politiker (Labour Party)
- Dowdy, Amanda (* 1990), US-amerikanische Volleyballspielerin
- Dowdy, Bill (1932–2017), US-amerikanischer Jazzschlagzeuger und Musiklehrer
- Dowdy, John (1912–1995), US-amerikanischer Politiker
- Dowdy, Nancy (* 1938), amerikanische Physikerin und Hochschullehrerin
- Dowdy, Wayne (* 1943), US-amerikanischer Politiker
- Dowdye, Geolyna (* 2006), antiguanische Sprinterin

### Dowe
- Dowe, Bernhard (1890–1963), deutscher Verwaltungsbeamter, Geschäftsführer und Gewerkschaftsvorsitzender
- Dowe, Brent (1946–2006), jamaikanischer Sänger
- Dowe, Dieter (* 1943), deutscher Historiker, Leiter des Historischen Forschungszentrums der Friedrich-Ebert-Stiftung
- Dowe, Jens (* 1968), deutscher Fußballspieler
- Dowedeit, Friedrich (1892–1965), deutscher Politiker der Kommunistischen Partei Deutschlands (KPD)
- Doweiya, Renos (* 1983), nauruischer Gewichtheber
- Dowek, Ephraim (* 1930), israelischer Diplomat
- Döweling, Mario (* 1980), deutscher Kommunal- und Landespolitiker (FDP), MdL
- Dowell, Anthony (* 1943), britischer Ballett-Tänzer und Choreograf
- Dowell, Cassius C. (1864–1940), US-amerikanischer Politiker
- Dowell, Jake (* 1985), US-amerikanischer Eishockeyspieler
- Dowell, Joe (1940–2016), US-amerikanischer Sänger und Werbemanager
- Dowell, Justin (* 2000), US-amerikanischer BMX-Freestyle-Fahrer
- Dowell, Kieran (* 1997), englischer Fußballspieler
- Dower, Dai (1933–2016), britischer Boxer
- Dowerg, Hugo (1858–1938), deutscher Metallurg und Bürgermeister
- Dowerg, Rudolf (1879–1948), deutscher Stenograf
- Dowey, Murray (1926–2021), kanadischer Eishockeytorwart

### Dowg
- Dowgaljuk, Sergei Jurjewitsch (* 1962), russischer Hornist
- Dowgan, Alexandra Sergejewna (* 2007), russische PianistinAlexandra Sergejewna Dowgan (* 2007)

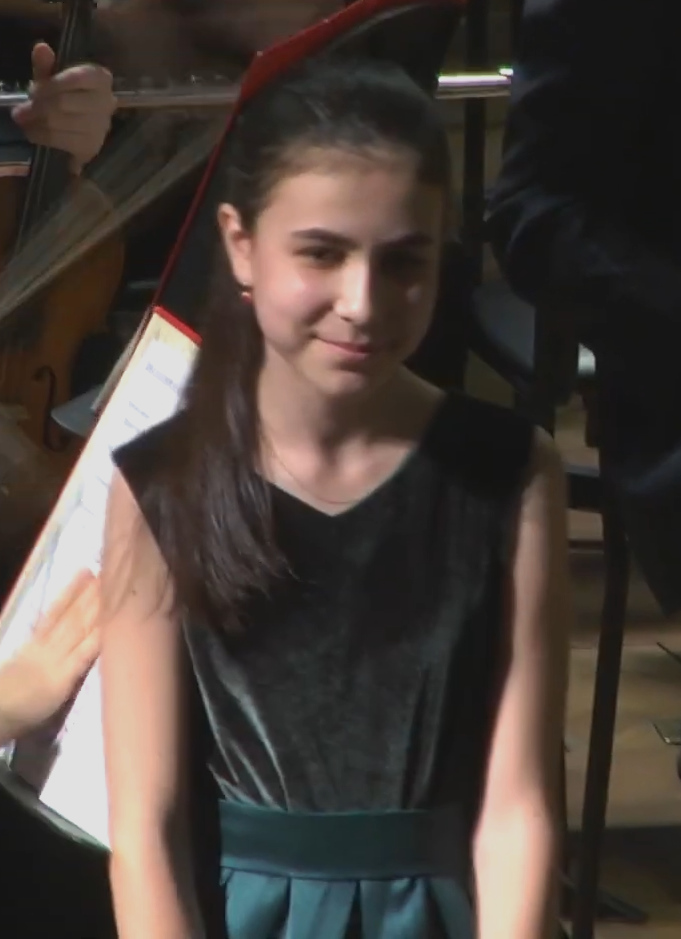
Alexandra Sergejewna Dowgan (* 2007)

- Dowgiałło, Teresa (1884–1945), polnische Widerstandskämpferin
- Dowgun, Olga (* 1970), kasachische Sportschützin

### Dowh
- Dowhal, Anatolij (* 1976), ukrainischer Sprinter
- Dowhal, Julija (* 1983), ukrainische Gewichtheberin
- Dowhan, Mykola (* 1955), sowjetisch-ukrainischer Ruderer
- Dowhodko, Iwan (* 1989), ukrainischer Ruderer
- Dowhodko, Natalija (* 1991), ukrainische Ruderin

### Dowi
- Dowidat, Dennis (* 1990), deutscher Fußballspieler
- Dowidat, Otto (1896–1975), deutscher Unternehmer und Politiker (FDP), MdB
- Dowie, Claire (* 1956), englische Schriftstellerin, Regisseurin und Schauspielerin
- Dowie, Iain (* 1965), nordirischer Fußballspieler und -trainer
- Dowie, John Alexander (1847–1907), schottischer Kongregationalist und Gründer von Zion City in den Vereinigten Staaten
- Dowiyogo, Bernard (1946–2003), nauruischer Politiker
- Dowiyogo, Valdon (1968–2016), nauruischer Football-Spieler und Football-Präsident

### Dowk
- Dowker, Clifford Hugh (1912–1982), kanadischer Mathematiker
- Dowker, Fay (* 1965), britische Physikerin und Hochschullehrerin
- Dowker, Yael (1919–2016), israelische Mathematikerin

### Dowl
- Dowland, John (* 1563), englischer Komponist der Renaissance
- Dowland, Robert (1591–1641), englischer Komponist und Lautenist
- Dowlasz, Błażej (* 1978), polnischer Komponist, Pianist und Klangkünstler
- Dowlasz, Bogdan (1949–2025), polnischer Akkordeonist, Musikpädagoge und Komponist
- Dowlaszewicz, Stanisław (* 1957), römisch-katholischer Bischof
- Dowlatabadi, Mahmoud (* 1940), iranischer Schriftsteller und Schauspieler
- Dowlatow, Sergei Donatowitsch (1941–1990), russischer Schriftsteller
- Dowle, Kirsty (* 1991), englische Fußballschiedsrichterin
- Dowlen, David (* 1960), US-amerikanischer Tennisspieler
- Dowler, Arthur (1895–1963), britischer Generalleutnant
- Dowler, Boyd (* 1937), US-amerikanischer Footballspieler
- Dowler, Joseph (1879–1931), britischer Tauzieher
- Döwletmyradow, Begenç (* 1998), turkmenischer Eishockeyspieler
- Dowlin, Jadiel (* 1999), kanadischer Schauspieler
- Dowling, Alexandra (* 1990), britische Schauspielerin
- Dowling, Ann (* 1952), britische Ingenieurin
- Dowling, Bridget (1891–1969), Schwägerin von Adolf Hitler aufgrund ihrer Heirat mit Alois Hitler junior
- Dowling, Christopher (1944–2022), maltesischer Schwimmer
- Dowling, Colette, US-amerikanische Schriftstellerin und Psychotherapeutin
- Dowling, Constance (1920–1969), US-amerikanische Schauspielerin
- Dowling, Dick (1938–2024), irischer Politiker
- Dowling, Doris (1923–2004), US-amerikanische Schauspielerin
- Dowling, Eric (1907–1991), kanadischer Organist und Komponist
- Dowling, Harry F. (1904–2000), US-amerikanischer Mediziner
- Dowling, Herndon Glenn (1921–2015), US-amerikanischer Herpetologe
- Dowling, J. W., US-amerikanischer Lacrossespieler
- Dowling, Jonathan (1955–2020), US-amerikanischer Physiker
- Dowling, Joseph (1922–2014), irischer Politiker (Fianna Fáil)
- Dowling, Justin (* 1990), kanadischer Eishockeyspieler
- Dowling, Kevin Patrick (* 1944), südafrikanischer Ordensgeistlicher und römisch-katholischer Bischof von Rustenburg
- Dowling, Levi H. (1844–1911), US-amerikanischer Schriftsteller, Prediger, Pastor und Wegbereiter des New Age
- Dowling, Lisa, australische Improvisationsmusikerin (Bass, Komposition)
- Dowling, Michael (* 1958), amerikanischer Wirtschaftswissenschaftler
- Dowling, Otto (1881–1946), US-amerikanischer Marineoffizier
- Dowling, Rhys (* 1995), australischer Squashspieler
- Dowling, Roy (1901–1969), australischer Vizeadmiral
- Dowling, Thomas (* 1980), irischer Snookerspieler
- Dowling, Thomas Allan (* 1941), US-amerikanischer Mathematiker
- Dowling, Thomas Joseph (1840–1924), irischstämmiger kanadischer Geistlicher und römisch-katholischer Bischof von Hamilton, Ontario
- Dowling, Timothy (* 1973), US-amerikanischer Drehbuchautor und Schauspieler
- Dowling, Walter C. (1905–1977), US-amerikanischer Diplomat

### Dowm
- Dowman, Ruth (1930–2018), neuseeländische Weitspringerin und Sprinterin

### Down
- Down, Alec (1914–1995), britischer Archäologe
- Down, Blaine (* 1982), kanadischer Eishockeyspieler
- Down, Corey (* 1979), neuseeländischer Eishockeyspieler
- Down, Elissa (* 1975), australische Filmregisseurin und Drehbuchautorin
- Down, Ernest (1902–1980), britischer Generalleutnant
- Down, John Langdon (1828–1896), britischer Arzt mit dem Fachgebiet Neurologie; Namensgeber für das Down-Syndrom
- Down, Lauren (* 1995), neuseeländische Cricketspielerin
- Down, Lesley-Anne (* 1954), britische SchauspielerinLesley-Anne Down (* 1954)

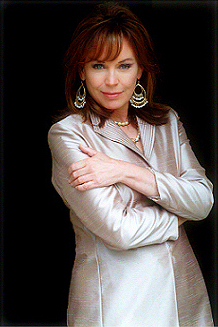
Lesley-Anne Down (* 1954)

- Down, Richard (* 1948), britischer Autorennfahrer
- Down, Vicky (1926–2020), belgischer Jazz- und Unterhaltungsmusiker (Gesang, Gitarre)
- Down-Jenkins, Anton (* 1999), neuseeländischer Wasserspringer
- Downer, Alexander (* 1951), australischer Politiker, Außenminister
- Downer, John († 1915), australischer Politiker, Bundessenator und zweimaliger Premierminister von South Australia
- Downer, John (* 1952), britischer Regisseur und Produzent
- Downer, Lesley (* 1949), britische Journalistin, Autorin und Japan-Expertin
- Downes, Arthur (1883–1956), britischer Segler
- Downes, Bob (* 1937), britischer Flötist und Komponist
- Downes, David (* 1975), irischer Komponist, Pianist, Produzent und Musikdirektor
- Downes, Edward (1911–2001), amerikanischer Musikwissenschaftler, Musikkritiker und Musikpädagoge
- Downes, Edward (1924–2009), britischer Dirigent
- Downes, Edwin Olin (1886–1955), US-amerikanischer Musikwissenschaftler, Musikkritiker und Musikschriftsteller
- Downes, Ephraim (1787–1860), US-amerikanischer Uhrmacher und Müller
- Downes, Flynn (* 1999), englischer Fußballspieler
- Downes, Geoff (* 1952), britischer Rock-KeyboarderGeoff Downes (* 1952)

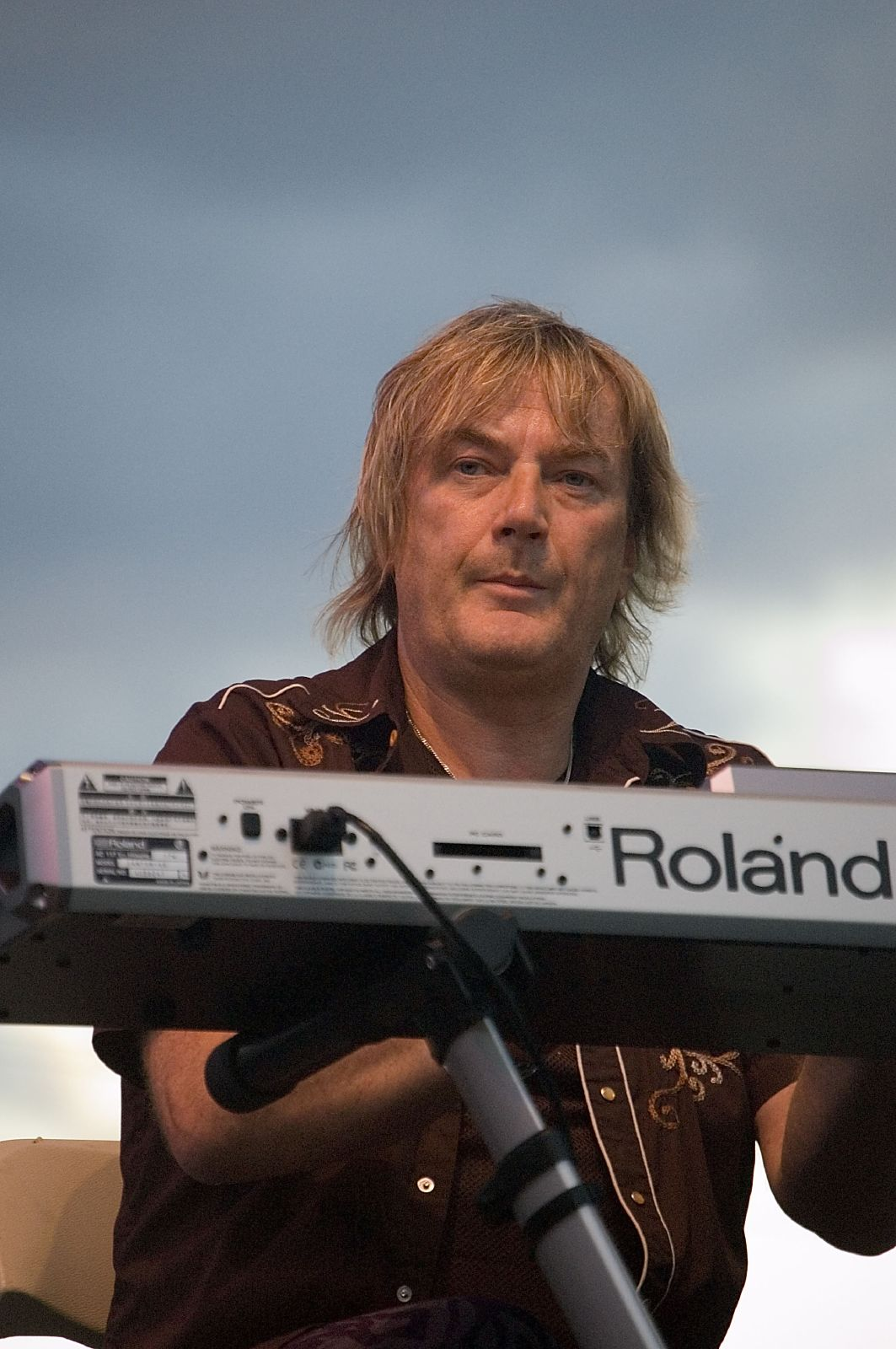
Geoff Downes (* 1952)

- Downes, John (1870–1943), britischer Segler
- Downes, Kevin (* 1972), US-amerikanischer Filmschauspieler, Drehbuchautor und Produzent
- Downes, Kit (* 1986), britischer Jazzmusiker (Piano, Orgel, Keyboards)
- Downes, Rebecca, britische Singer-Songwriterin
- Downes, Robin Atkin (* 1976), britischer SchauspielerRobin Atkin Downes (* 1976)

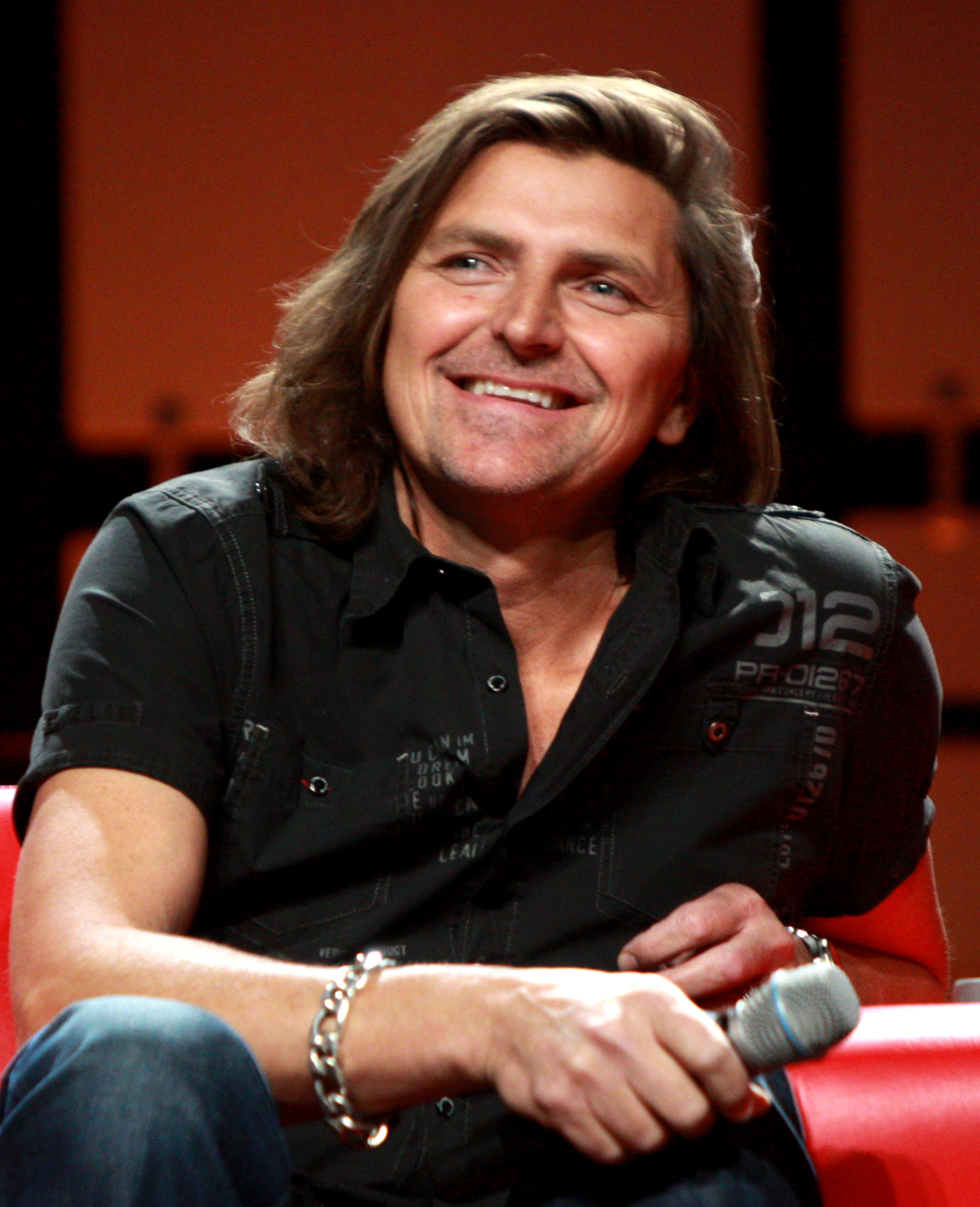
Robin Atkin Downes (* 1976)

- Downes, Stephen (* 1959), kanadischer Philosoph
- Downes, Terry (1936–2017), britischer Boxer und Filmschauspieler
- Downes, Wray (1931–2020), kanadischer Jazzmusiker (Piano)
- Downey, Aaron (* 1974), kanadischer Eishockeystürmer
- Downey, Brad (* 1980), US-amerikanischer Street-Art- und Aktions-Künstler
- Downey, Brian (* 1944), kanadischer Schauspieler, Musiker und Schriftsteller
- Downey, Brian (* 1951), irischer Schlagzeuger, Mitglied der Rockband Thin Lizzy
- Downey, Jake (* 1936), englischer Badmintonspieler, Trainer und Autor
- Downey, Jimmy (* 1987), australischer Fußballspieler
- Downey, John G. (1827–1894), US-amerikanischer Politiker
- Downey, Juan (1940–1993), chilenisch-US-amerikanischer Videokünstler und Zeichner
- Downey, Margaret (* 1950), US-amerikanische Bürgerrechtlerin
- Downey, Mark (* 1996), irischer Radsportler
- Downey, Raymond (* 1968), kanadischer Boxer
- Downey, Robert Jr. (* 1965), US-amerikanischer SchauspielerRobert Downey Jr. (* 1965)

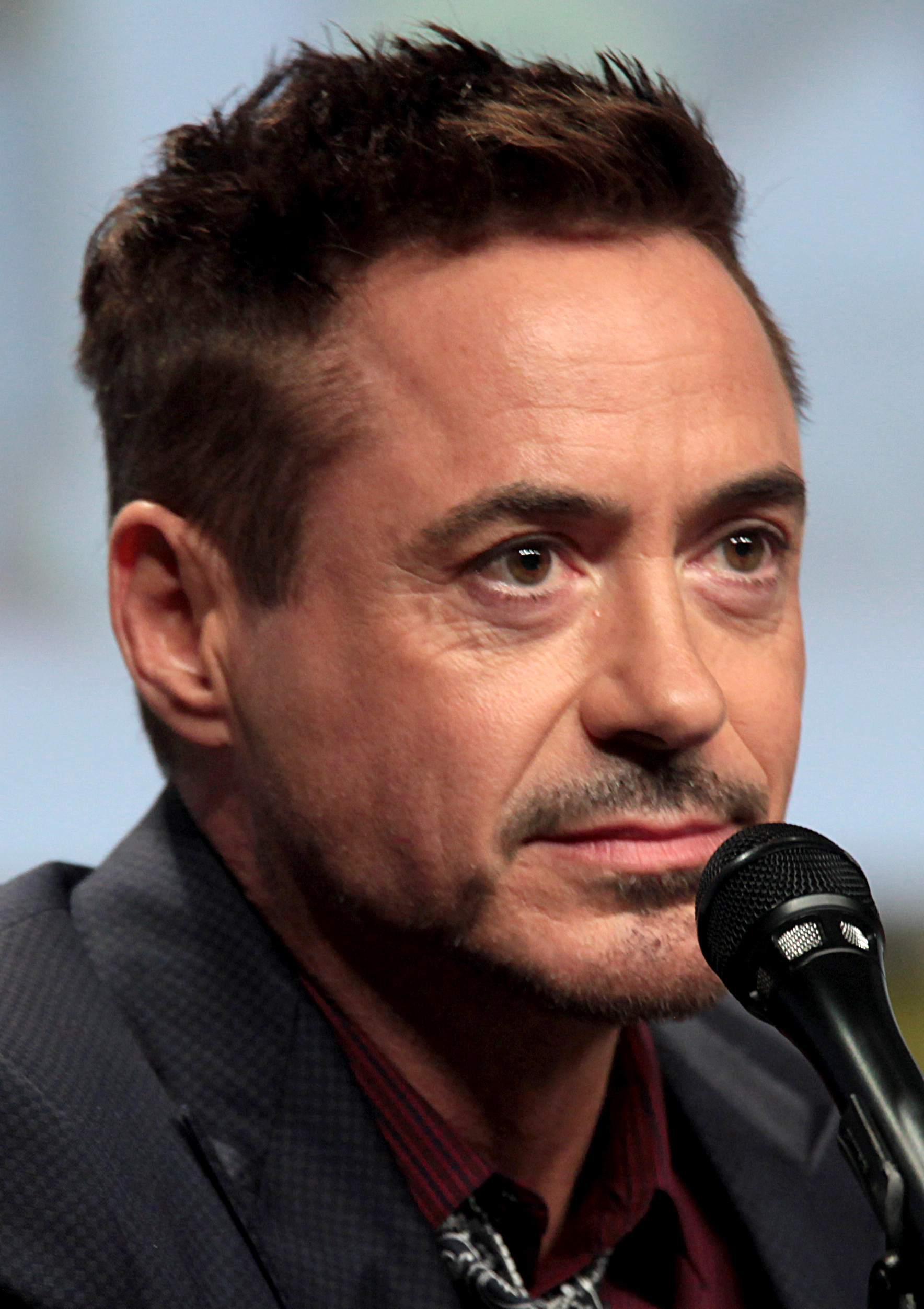
Robert Downey Jr. (* 1965)

- Downey, Robert Sr. (1936–2021), US-amerikanischer Regisseur, Drehbuchautor und Filmschauspieler
- Downey, Rod (* 1957), australisch-neuseeländischer Mathematiker und Informatiker
- Downey, Roma (* 1960), britische Schauspielerin und Filmproduzentin
- Downey, Sheridan (1884–1961), US-amerikanischer Politiker
- Downey, Stephen Wheeler (1839–1902), US-amerikanischer Politiker
- Downey, Susan (* 1973), amerikanische Filmproduzentin
- Downey, Thomas (* 1949), US-amerikanischer Politiker
- Downham, Jack (* 2001), britischer Schauspieler
- Downham, Jenny (* 1964), britische Schriftstellerin
- Downie, Becky (* 1992), britische Kunstturnerin
- Downie, Ellie (* 1999), britische Kunstturnerin
- Downie, Gordon (* 1955), britischer Schwimmer
- Downie, Johnny (1925–2013), schottischer Fußballspieler
- Downie, Penny (* 1954), australische Schauspielerin
- Downie, Robert (1867–1893), schottischer Fußballspieler
- Downie, Ruth (* 1955), britische Schriftstellerin
- Downie, Steve (* 1987), kanadischer Eishockeyspieler
- Downie, Tyrone (1956–2022), jamaikanischer Musiker
- Downing, Andrew (* 1973), kanadischer Jazzmusiker (Bass, Cello, Komposition)
- Downing, Andrew Jackson (1815–1852), US-amerikanischer Architekt
- Downing, Burton (1885–1929), US-amerikanischer Radrennfahrer
- Downing, Caroline Lowder (1855–1942), walisisch-britische Suffragette
- Downing, Catherine (* 1980), US-amerikanische Ringerin
- Downing, Charles († 1845), US-amerikanischer Politiker
- Downing, Charles (1802–1885), US-amerikanischer Pomologe
- Downing, Christine (* 1931), US-amerikanische Religionsphilosophin
- Downing, Dean (* 1975), britischer Bahn- und Straßenradrennfahrer
- Downing, Edith (1857–1931), walisisch-britische Künstlerin, Bildhauerin und Suffragette
- Downing, Finis E. (1846–1936), US-amerikanischer Politiker
- Downing, George (1623–1684), englischer Soldat, Politiker und Diplomat
- Downing, Jim (* 1942), US-amerikanischer Automobilrennfahrer, Rennstallbesitzer und Konstrukteur
- Downing, K. K. (* 1951), britischer Mitgründer und Gitarrist der Heavy-Metal-Band Judas PriestK. K. Downing (* 1951)

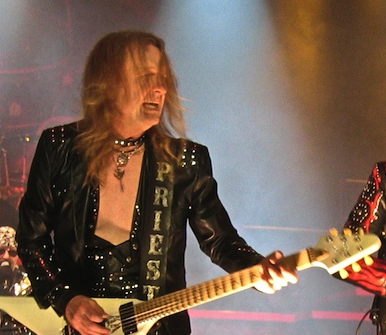
K. K. Downing (* 1951)

- Downing, Ken (1917–2004), britischer Autorennfahrer
- Downing, Rex (1925–2020), US-amerikanischer Schauspieler
- Downing, Russell (* 1978), englischer Radrennfahrer
- Downing, Sara (* 1979), US-amerikanische Schauspielerin
- Downing, Stewart (* 1984), englischer Fußballspieler
- Downing, Tasha (* 1970), US-amerikanische Sprinterin
- Downing, Thomas N. (1919–2001), US-amerikanischer Politiker
- Downing, Troy (* 1967), US-amerikanischer Unternehmer und Politiker
- Downing, Walter, US-amerikanischer Basketballspieler
- Downing, Will (* 1965), US-amerikanischer Sänger und Songwriter
- Downman, John (1749–1824), englischer Maler
- Downs, Anthony (1930–2021), US-amerikanischer Politikwissenschaftler und Ökonom
- Downs, Bob (* 1957), britischer Radrennfahrer
- Downs, Cathy (1924–1976), US-amerikanische Schauspielerin
- Downs, Damion (* 2004), deutsch-amerikanischer Fußballspieler
- Downs, Darcy (* 1968), kanadischer Freestyle-Skisportler
- Downs, Diane (* 1955), US-amerikanische MörderinDiane Downs (* 1955)

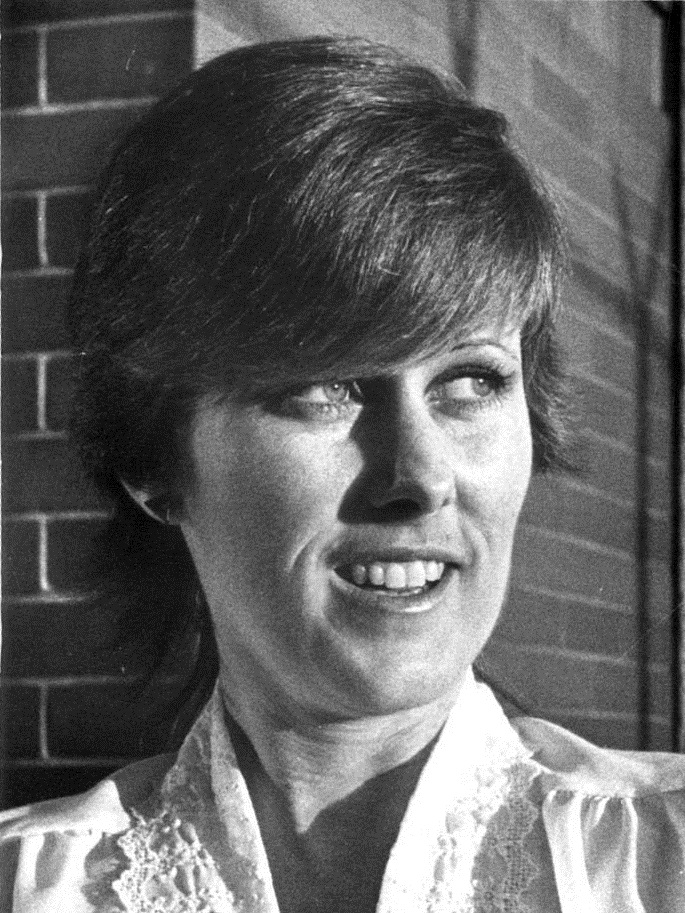
Diane Downs (* 1955)

- Downs, Diarmuid (1922–2014), britischer Automobil-Ingenieur
- Downs, James Cloyd (1885–1957), US-amerikanischer Chemieingenieur
- Downs, Jane (1935–2015), britische Schauspielerin
- Downs, Jesse (* 1977), US-amerikanischer Biathlet
- Downs, Jonathan (* 1995), US-amerikanischer Volleyballspieler
- Downs, Le Roy D. (1900–1970), US-amerikanischer Politiker
- Downs, Lila (* 1968), mexikanisch-US-amerikanische Sängerin
- Downs, Matt (* 1973), US-amerikanischer Autorennfahrer
- Downs, Matthew, US-amerikanischer Schauspieler
- Downs, Riele (* 2001), kanadische Schauspielerin
- Downs, Sean (* 1967), US-amerikanischer Dartspieler
- Downs, Solomon W. (1801–1854), US-amerikanischer Politiker (Demokratische Partei)
- Downs, Thomas M. (* 1944), US-amerikanischer Manager und Staatsbediensteter
- Downsbrough, Peter (1940–2024), US-amerikanischer Bildhauer, Fotograf und Konzeptkünstler

### Dows
- Dowschenko, Oleksandr (1894–1956), ukrainischer Regisseur und SchriftstellerOleksandr Dowschenko (1894–1956)

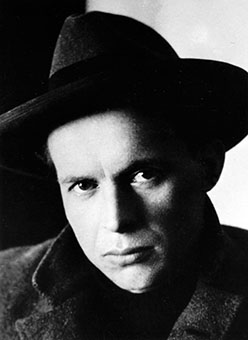
Oleksandr Dowschenko (1894–1956)

- Dowschenko, Otar (* 1981), ukrainischer Journalist, Blogger und Autor
- Dowse, Edward (1756–1828), US-amerikanischer Politiker
- Dowse, Michael (* 1973), kanadischer Filmregisseur, Drehbuchautor und Filmeditor
- Dowse, William (1770–1813), US-amerikanischer Anwalt und Politiker aus dem Bundesstaat New York
- Dowsett, Alex (* 1988), englischer Radrennfahrer
- Dowsing, Ken (* 1950), britischer 2D-Animator, Filmregisseur, Autor, Maler und Filmproduzent
- Dowson, Charles (1889–1980), britischer Geher
- Dowson, Ernest (1867–1900), englischer Dichter
- Dowson, John (1820–1881), britischer Historiker und Indologe
- Dowson, Philip (1924–2014), britischer Bauingenieur
- Dowswell, Rick (* 1951), kanadischer Speerwerfer

### Dowt
- Dowty, George (1901–1975), britischer Industrieller und Erfinder